# Bellina Logan
Bellina Logan (Los Angeles, 28 september 1966) is een Amerikaanse actrice.

## Biografie
Logan begon in 1989 met acteren in de televisieserie A Man Called Hawk. Hierna heeft zij onder andere gespeeld in Interview with the Vampire: The Vampire Chronicles (1994), ER (1996-2008) en Sons of Anarchy (2009-2010).
Logan is in 2001 getrouwd.

## Filmografie

### Films
Uitgezonderd korte films.
- 2007 Sunny & Share Love You – als moeder van Kenny
- 2006 Inland Empire – als Linda
- 2004 Myron's Movie – als Melinda
- 2002 Bug – als Sheila
- 2001 Daddy and Them – als vrouw in slijterij
- 1997 Picture Perfect – als receptioniste
- 1997 Just Write – als Tory
- 1994 Interview with the Vampire: The Vampire Chronicles – als cafévrouw
- 1991 Mimi & Me – als Rula
- 1990 Jacob's Ladder – als verpleegster SEH
- 1989 Blue Steel – als rookie

### Televisieseries
Uitgezonderd eenmalige gastrollen.
- 2017-2018 Midnight, Texas - als tante Mildred - 2 afl.
- 2018 American Vandal - als rechercheur Carla Dickey - 6 afl.
- 2017 Famous in Love - als professor Sandra Hawkins - 2 afl.
- 2011-2013 Enlightened – als Tanya – 4 afl.
- 2009-2010 Sons of Anarchy – als Fiona Larkin – 7 afl.
- 2010 Hawthorne – als dr. Logan – 2 afl.
- 1996-2008 ER – als verpleegster Kit – 27 afl.
- 2000 Daddio – als Janice Mayfield – 9 afl.
- 1995 Central Park West – als Carolyn – 5 afl.